# هالو غيمز
هالو غيمز (بالإنجليزية: Hello Games) ، هي شركة بريطانية لصناعة الألعاب الفيديو وتطويرها ونشرها، أسست سنة 2009م وتقع مقرها في مدينة غلدفورد البريطانية.

## مصدر
1. ↑  وصلة مرجع: https://beta.companieshouse.gov.uk/company/06663645.
2. ↑  "E3 2014 - How No Man's Sky took on the games industry". BBC News. مؤرشف من الأصل في 2019-04-29. اطلع عليه بتاريخ 2014-06-12.